# 緻密斑

腎小體結構圖。。A–腎小體，B–近曲小管，C–遠曲小管，D–腎小球旁器。5a.繫膜-腎小球內系膜細胞。5b.腎小球外系膜细胞。6.顆粒細胞（腎小球旁細胞）。8.肌細胞（平滑肌）。9.入球小動脈。10.腎小球毛細血管。11.出球小動脈。緻密斑位於#7。

緻密斑（macula densa）是在远直小管（DST）末端，即远曲小管（DCT）起始处的一种衬壁椭圆形斑状结构；其由远端小管靠近腎小球侧的上皮细胞增高、变窄所形成。緻密斑属于一种离子感受器，可感受远曲小管内钠离子浓度的变化，向球旁细胞和腎小球外系膜细胞发出信号调节肾素分泌。
緻密斑的細胞對遠曲小管中的"氯化钠濃度"（鹽度）敏感。氯化鈉濃度的降低啟動了來自緻密斑的信號，此機制具有兩個作用：（1）降低入球小動脈的血流阻力（血管鬆弛），提高腎小球靜水壓力，有助於使GFR（腎小球濾過率、腎絲球濾過率）恢復至正常的水準，（2）增加腎素從入球及出球小動脈的鄰腎小球細胞中釋放，鄰腎小球細胞是腎素的主要儲存位點。
因此，氯化鈉濃度的增加將導致入球小動脈的「血管收縮」，減低腎小球靜水壓力；並減少鄰腎小球細胞的旁分泌刺激。這顯示出緻密斑的反饋作用，其中的補償機制是為使GFR恢復至正常的水準。
腎素的釋放是肾素-血管收縮素系统（RAAS）的重要組成部分，而且能調節血壓以及血量。

## 外部連接
- Organology at UC Davis Urinary/mammal/cortex1/cortex5 - "Mammal, kidney cortex (LM, Medium)"
- MCG生理学 7/7ch03/7ch03p17 - "The Nephron: Juxtaglomerular Apparatus"